# Monosulfure de carbone
Pour les articles homonymes, voir Sulfure de carbone.
Le monosulfure de carbone est un composé chimique de formule CS, analogue soufré du monoxyde de carbone CO. Il est instable à l'état solide et liquide, avec une forte tendance à la polymérisation, mais a été observé à l'état gazeux aussi bien au laboratoire que dans le milieu interstellaire, ainsi que dans l'atmosphère de Jupiter et de Neptune où il est la conséquence d'impacts cométaires (de Shoemaker-Levy 9 dans le cas de Jupiter, et d'un impact estimé vieux d'environ 1 000 ans dans le cas de Neptune).
Il réagit avec l'ion palladium.